# Autoweg Yangon–Mandalay

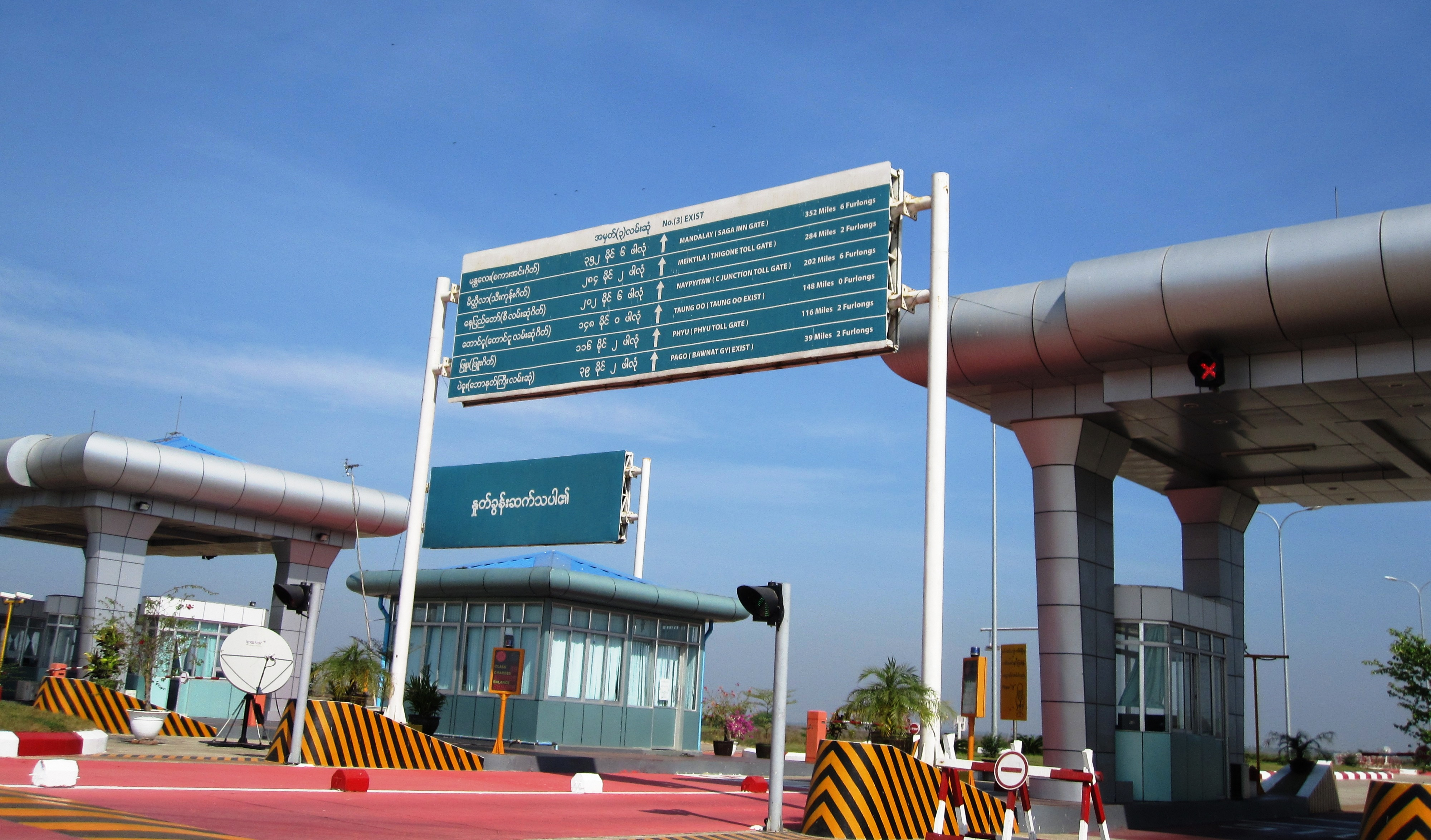
Tolstation in Naypyidaw

De Autoweg Yangon–Mandalay (Birmaans: ရန်ကုန်–မန္တလေး အမြန်လမ်း, Engels: Yangon–Mandalay Expressway) is een expresweg in Myanmar die de grootste stad, Yangon, de hoofdstad, Naypyidaw, en de tweede stad, Mandalay, met elkaar verbindt. De in 2010 geopende, 587 kilometer tellende expresweg, heeft ervoor gezorgd dat de reistijd tussen Yangon en Mandalay nog maar 7 uur is, waar het 13 uur met de trein is en 16 uur over de oude weg. De snelweg, die niet voldoet aan de internationale veiligheidsnormen, kent sinds 2010 een golf van ongevallen en wordt daarom ook wel de bijnaam meegegeven: "Death Highway" ("Dodelijke Snelweg").

## Specificaties
De weg kan weerstand bieden aan 80 ton en heeft twee 7,62 m brede rijhelften, gescheiden door 9,14 m brede vluchtheuvels. Verder telt de weg 1396 bruggen en 116 tunnels. Er zijn vijf tolstations, namelijk ter hoogte van Yangon, Pyu, Naypyidaw, Meiktila en Mandalay.